# Laroquebrou
Laroquebrou település Franciaországban, Cantal megyében. Lakosainak száma 791 fő (2022. január 1.). Laroquebrou Montvert, Nieudan, Saint-Étienne-Cantalès, Saint-Gérons, Saint-Santin-Cantalès és Siran községekkel határos.

## Népesség
A település népességének változása:
| Lakosok száma | 1193 | 1023 | 1048 | 1001 | 831  | 887  | 880  | 829  | 804  | 791  |
|               | 1968 | 1982 | 1990 | 2006 | 2013 | 2015 | 2017 | 2019 | 2020 | 2022 |